# Klub Sportowy AZS Częstochowa Sportowa 2015-2016
Questa voce raccoglie le informazioni riguardanti il Klub Sportowy AZS Częstochowa Sportowa nelle competizioni ufficiali della stagione 2015-2016.

## Organigramma societario
Area direttiva
- Presidente: Roman Lisowski

Area tecnica
- Allenatore: Michał Bąkiewicz
- Allenatore in seconda: Mateusz Melnik

## Rosa
| N° | Nome                  | Ruolo | Data di nascita   | Nazionalità sportiva |
| -- | --------------------- | ----- | ----------------- | -------------------- |
| 1  | Tomasz Kowalski       | P     | 12 giugno 1991    | Polonia              |
| 2  | Łukasz Polański       | C     | 29 gennaio 1989   | Polonia              |
| 3  | Stanisław Wawrzyńczyk | S     | 4 gennaio 1990    | Polonia              |
| 5  | Rafael Redwitz        | P     | 12 agosto 1980    | Francia              |
| 6  | Bartłomiej Lipiński   | S/O   | 16 novembre 1996  | Polonia              |
| 7  | Michał Szalacha       | C     | 15 gennaio 1994   | Polonia              |
| 8  | Adrian Stańczak       | L     | 17 febbraio 1987  | Polonia              |
| 10 | Bartosz Buniak        | C     | 8 ottobre 1995    | Polonia              |
| 13 | Rafał Szymura         | S     | 29 agosto 1995    | Polonia              |
| 14 | Aleksander Niczke     | L     | 22 settembre 1996 | Polonia              |
| 14 | Felipe Banderó        | S/O   | 16 giugno 1988    | Brasile              |
| 16 | Matej Pátak           | S     | 8 giugno 1990     | Slovacchia           |
| 17 | Jakub Bik             | L     | 17 febbraio 1992  | Polonia              |